# Smoczan
Smoczan (bułg. Смочан) – wieś w północnej Bułgarii, w obwodzie Łowecz, w gminie Łowecz. 10 km od Łoweczu.
Wioska położona jest wzdłuż rzeki Osym. Mieszkańcy głównie zajmują się uprawą pola i hodowlą zwierząt.
We wsi znajduje się zabytkowa cerkiew z cennymi ikonami.
Wokół miejscowości prowadzone są wykopaliska archeologiczne, podczas których znaleziono między innymi trackie przedmioty codziennego użytku.

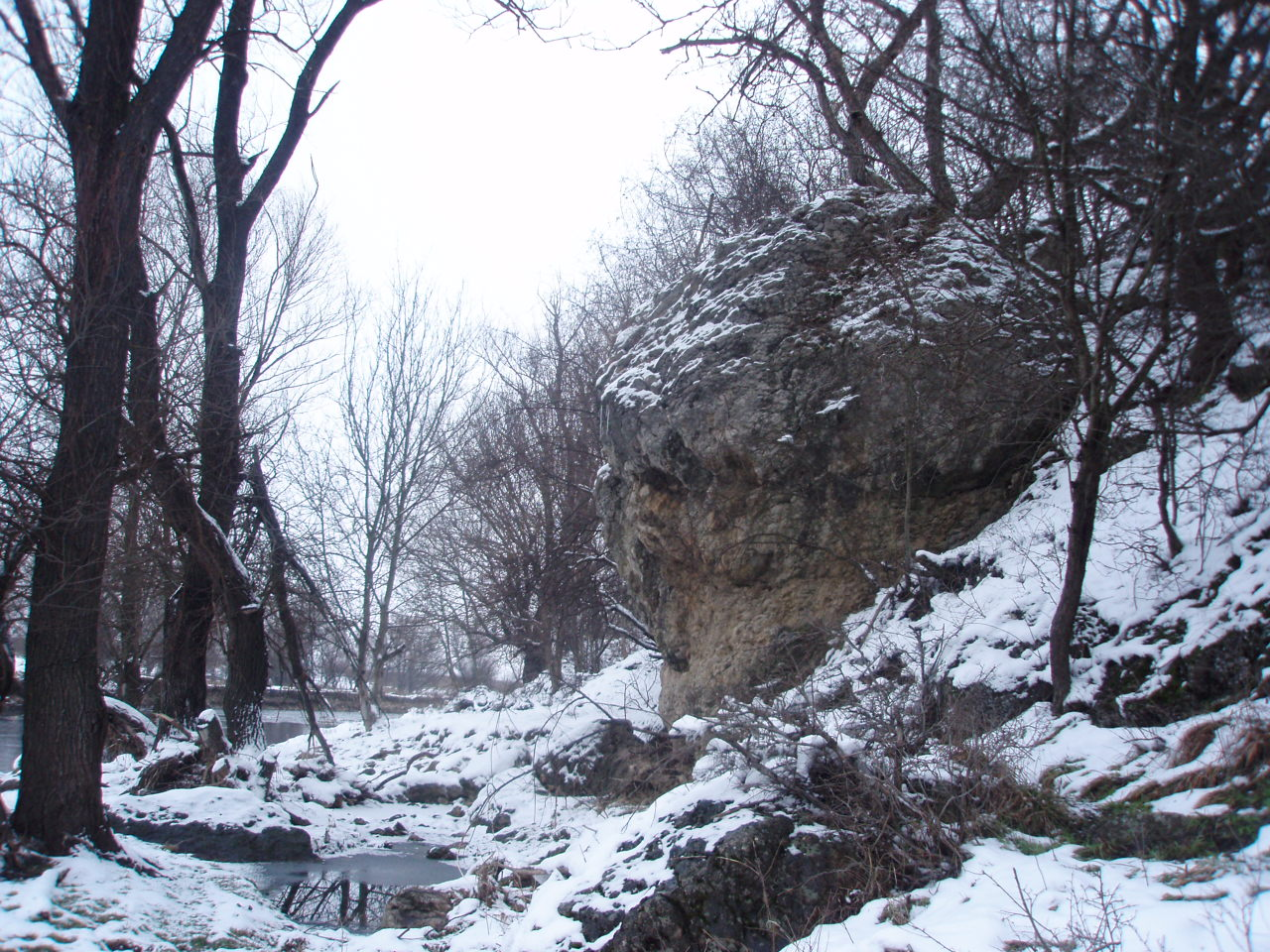
Rzeka Osym koło wsi
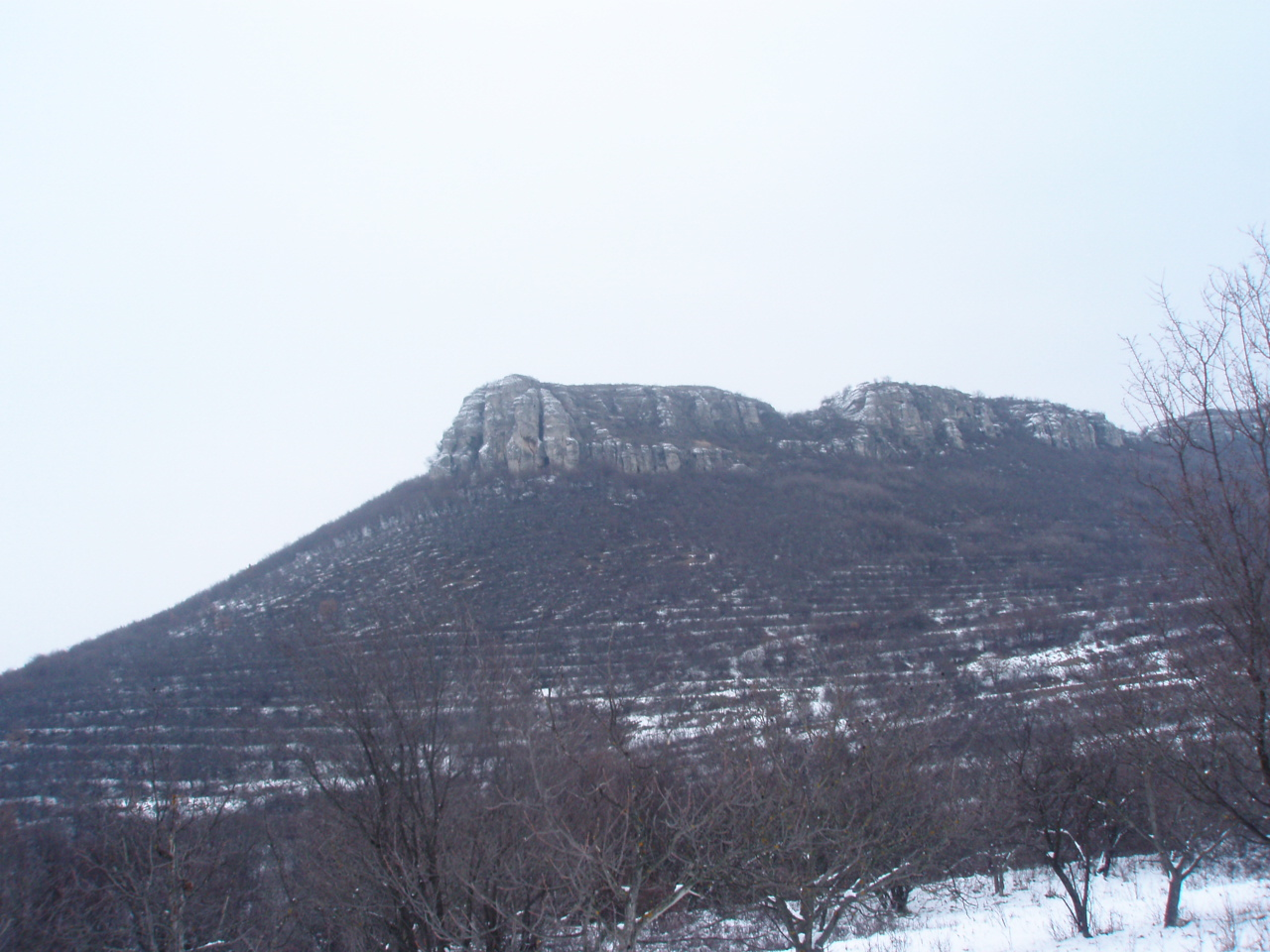
Obszar wokół miejscowości